# Group Theatre
Group Theatre fue una importante compañía de teatro de Nueva York fundada en 1931 por Harold Clurman, Cheryl Crawford y Lee Strasberg.  El nombre “grupo” proviene de la propuesta de estos artistas de que se debía actuar como un colectivo, no como “estrellas” individuales. Uno de sus más destacados miembros sería Elia Kazan.

## Objetivos
Su principal objetivo era desarrollar una actuación “natural” y “altamente disciplinada”. Los miembros del Group Theatre son pioneros de lo que se convirtió en una "técnica de actuación estadounidense" derivada de las enseñanzas de Konstantín Stanislavski, pero que tomó forma propia. La compañía incluía actores, directores, dramaturgos y productores. En sus diez años de existencia, las producciones fueron realizadas por quienes se convertirían en los dramaturgos más importantes de la época, entre ellos Clifford Odets e Irwin Shaw. Su producción más exitosa se produjo en la temporada 1937-1938 en el Circuito de Broadway y llevó por título Golden Boy, protagonizada por Luther Adler y Frances Farmer. 
Existía también una compañía con idéntico nombre en Londres, fundada un año más tarde, en 1932, pero sin ninguna conexión con el Group Theatre de Nueva York.

## Influencias de Stanislavski
Richard Schickel, en su biografía de Elia Kazan, describe las primeras experiencias de Lee Strasberg con el teatro, que comenzaron en casas de acogida a los inmigrantes (settlement house). Sin embargo, al descubrir a Stanislavski en el Teatro de Arte de Moscú, en un viaje que realizó a la capital rusa en 1923, expresó su sorpresa, algo que nunca había visto, "un conjunto como éste completamente entregado al trabajo" (...) y donde cada actor parecía proyectar una especie de silencio, pero palpable, de sí mismo y de su carácter. (...) entonces se apasionó por el teatro (...) y se dio cuenta de que además de actuar podía convertirse en profesor y teórico de este nuevo sistema" que con el tiempo se convertiría en una gran corriente del teatro en los Estados Unidos.  Strasberg inició así sus estudios con María Uspénskaya y Richard Boleslavsky, que fueron alumnos de Stanislavski y emigraron a los Estados Unidos, en el American Laboratory Theatre. En 1925 Strasberg aparece en su primer papel profesional en Processional, una obra producida por el Theatre Guild. 